# Double Peak
Der Double Peak ist ein  Berg in den Chigmit Mountains, einem Gebirgszug im Norden der Aleutenkette, 155 km westsüdwestlich von Anchorage.
Der 2078 m hohe Berg wird im Süden und im Westen vom ausgedehnten Gletschergebiet des Double-Gletschers flankiert. 4,7 km westlich des Gipfels befindet sich der Krater eines erloschenen Vulkans, der aufgrund seiner Lage als Double-Gletscher-Vulkan (engl. Double Glacier Volcano) bezeichnet wird. Geologische Untersuchungen deuten darauf hin, dass der Double Peak nicht vulkanischen Ursprungs ist.